# Ливан
Лива́н (араб. لبنان‎, фр. Liban), официальное название — Лива́нская Респу́блика (араб. الجمهورية اللبنانية‎, фр. République libanaise), — государство на Ближнем Востоке, расположенное в гористой местности на восточном берегу Средиземного моря. На востоке и севере граничит с Сирией, на юге — с Израилем.
Столица — Бейрут. Государственный язык — арабский (ливанский диалект).
Население Ливана — около 5,3 миллиона человек. Республика выделяется чрезвычайным религиозным разнообразием. 
В стране действует особая политическая система — так называемый конфессионализм, подразумевающий организацию государственной власти в соответствии с делением общества на религиозные общины.
До гражданской войны 1975—1990 годов Ливан был процветающим государством, финансовой и банковской столицей Ближнего Востока с преобладающей долей христианского населения (по переписи 1913 года доля христиан составляла 79,5 %, по переписи 1932 года — 49,9 % (58,5 %, включая эмиграцию)), за что получил неофициальное название «Ближневосточная Швейцария». Страна также пользуется популярностью среди туристов. После завершения войны началось восстановление экономики.
В Ливане находится один из древнейших городов — Баальбек со своим знаменитым Трилитоном Баальбека.

## Этимология
Название стране было присвоено по горному хребту Ливан, который проходит по территории страны вдоль берега Средиземного моря. Название хребта, в свою очередь, происходит от древнесемитского laban («белый») — его сравнительно высокие вершины в зимнее время покрыты снегом.

## География

Карта Ливана

Ливан расположен на Ближнем востоке. На западе омывается Средиземным морем, береговая линия 225 км. На севере и востоке граничит с Сирией, на юге — с Израилем. Сирийско-ливанская граница имеет протяжённость 375 км, ливано-израильская — 79 км. Небольшой отрезок границы Ливана с Голанскими высотами (Фермы Шебаа), присоединёнными Израилем, является спорной территорией.
Общая площадь Ливана — 10452 км². По размерам страна является 161-й в мире. Большая часть Ливана покрыта горами, кроме долины Бекаа на северо-востоке и вытянутого с севера на юг узкого равнинного участка вдоль берега моря. Прибрежный Ливан отделяется от восточных регионов горными цепями Ливан и Антиливан. В Ливане имеются залежи известняка, железной руды, месторождения соли. Ливан богат водными ресурсами. Река Эль-Литани является основным источником воды для южных районов Ливана. Тем не менее, судоходных рек в стране нет.

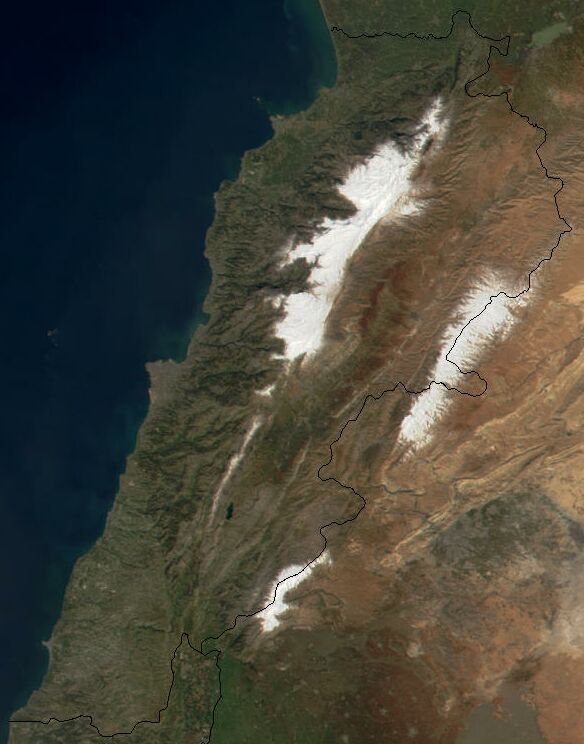
Ливан из космоса

### Климат
Для Ливана характерен средиземноморский климат. В прибрежных регионах зима, как правило, прохладная, а лето — влажное и жаркое. Зимой в горах температура опускается ниже 0 °C, возможно выпадение снега. Хотя среднегодовое количество осадков в Ливане гораздо больше, чем в соседних странах, на северо-востоке преобладает засушливый климат, так как горы блокируют поступление влажного воздуха с моря. Часто случаются песчаные и пылевые бури.

### Флора

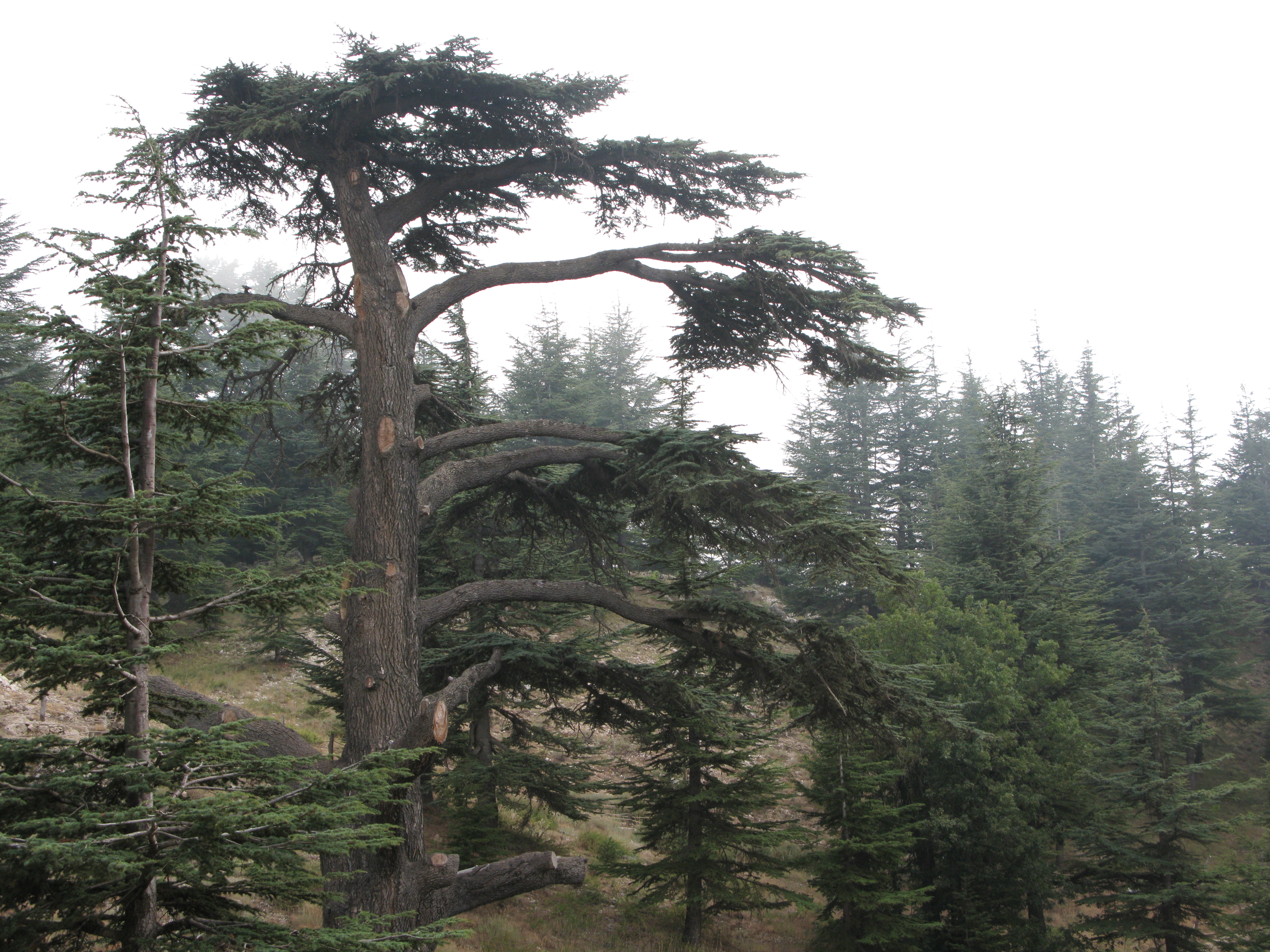
Ливанский кедр — национальное растение государства

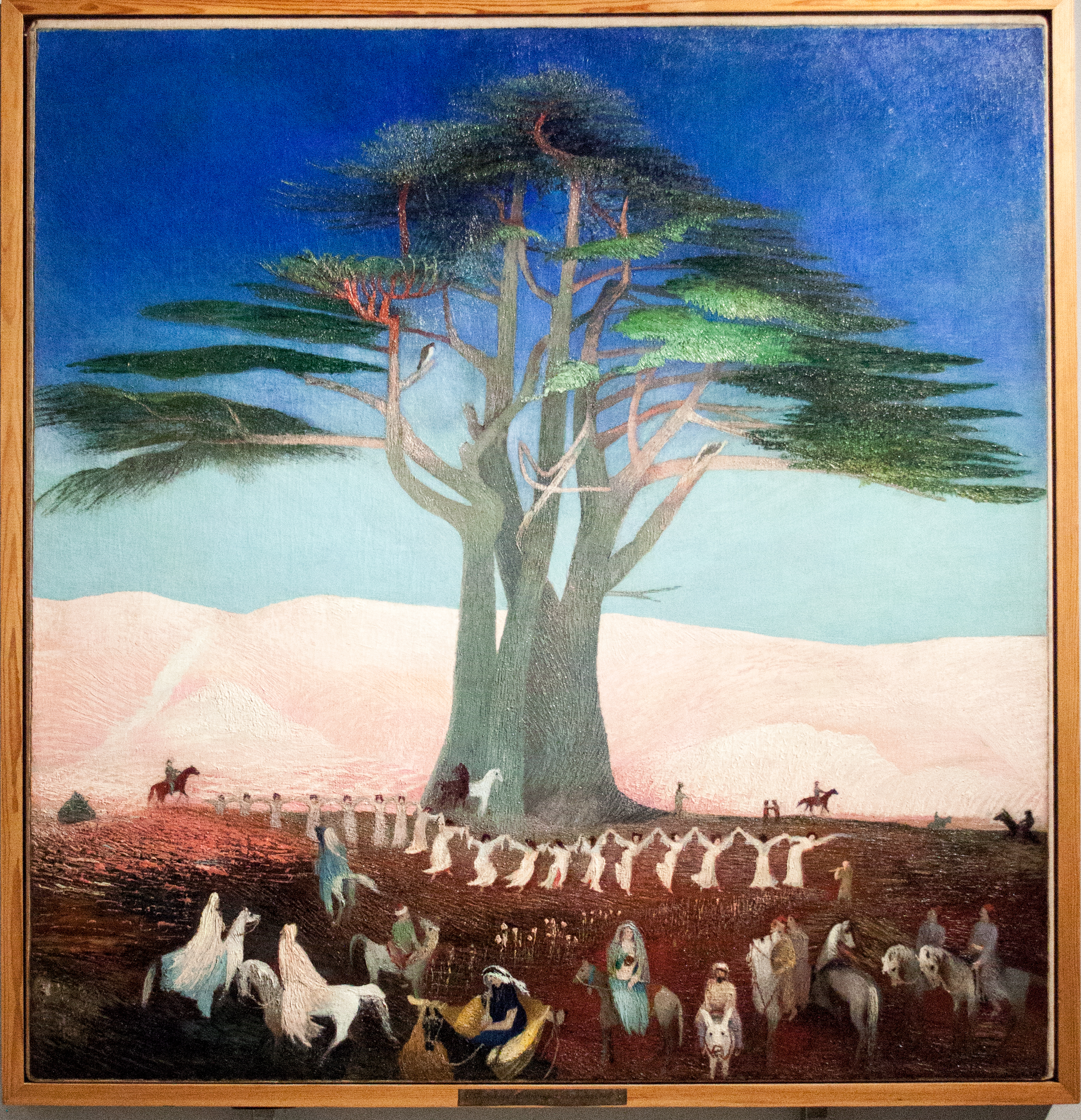
«Паломничество у ливанского кедра» — полотно венгерского художника Чонтвари Тивадара Костки

Флора Ливана состоит примерно из 2200—2400 видов. Эндемических семейств в ней нет, количество эндемических родов малочисленно, а эндемические виды связаны с молодым прогрессивным видообразованием в полиморфных родах. Во флоре Ливана господствует средиземноморский флористический элемент с незначительной примесью ирано-туранских видов.
Растительность Ливана (как главным образом горной страны) имеет поясный характер. Нижний пояс представлен на известняковых породах типичным средиземноморским маквисом. В нём господствует маслина европейская (Olea europaea). На севере, в районе Триполи, она поднимается до 600—800 м наибольшей высоты, а на востоке, по склонам Хермона, достигает 700 м наибольшей высоты. Вместе с маслиной встречаются олеандр (Nerium oleander), вечнозелёные дубы — дуб лузитанский (Quercus lusitanica), дуб калепринский (Quercus calliprinos), дуб таворский (Quercus ithaburensis), кустарники — волчеягодник маслиноподобный (Daphne oleoides), вишня распростёртая (Prunus prostrate), розмарин лекарственный (Rosmarinus officinalis) и травы — Лаванда стэхадская (Lavandula stoechas), Dorycnium hirsutum, подладанник жёлтый (Cytinus hypocistis), володушка кустарниковая (Bupleurum fruticosum), глинус лядвенецевидный (Glynus lotoides), шаровница обезболивающая (Clobularia alupum), Pastinaca teretiuscula, Turgeniopsis foeniculaea и др.
Следующий — лесной — пояс Ливана, простирающийся с высот 600—800 м до 2300—2400 м абс. выс., хорошо выражен в центральной части страны, где преобладают песчаники. Растительность песчаников сильно нарушена вырубками и выпасом скота. Наибольший вред приносят козы, являющиеся не столько травоядными, сколько древоядными животными. В древности на территории Ливана в огромном количестве произрастали леса ливанского кедра (Cedrus libani), ставшего символом страны. Столетиями деревья вырубались без пересадки как основной материал в кораблестроении, и это в конечном итоге привело к тому, что к XX веку на месте богатейших лесов остались лишь отдельные острова зелени — на высотах от 1300 до 2000 м — величайший из которых находится в долине Бшерры на высоте 1520 м.
В лесном поясе встречаются также платан восточный (Platanus orientalis), клён сирийский (Acer syriacum), ясень манновый (Fraxinus ornus) и хвойные — сосна алеппская (Pinus halepensis), сосна калабрийская (Pinus brutia), кипарис вечнозелёный (Cupressus sempervirens), Пихта киликийская (Abies cilicica), древовидные можжевельники на хребте Ливан — можжевельник колючий (Juniperus oxycedrus) и можжевельник вонючий (Juniperus foetidissima), а на Хермоне — можжевельник высокий (Juniperus excelsa). Выше древовидные можжевельники сменяются на кустарниковый можжевельник косточковый (Juniperus drupacea). В лесах нередко встречаются папоротники, из которых наиболее примечательны Pteris arguta и Pteris longifolia, и заросли иван-чая узколистного (Chamerion angustifolium).
С высоты 2300—2400 м начинается наименее изученный пояс высокогорной альпийской растительности. Здесь растут рододендрон понтийский (Rhododendron ponticum), селагинелла Selaginella denticulate, осока лесная (Carex sylvatica) и другие бореальные и аркто-альпийские растения: камнеломка (Saxifraga), ветреница (Anemone), лютик (Ranunculus), крупка (Draba), горечавка (Gentiana).
В значительно более сухих горах Антиливана растительность беднее, лиственные породы почти отсутствуют, а из хвойных встречаются только кедр ливанский (Cedrus libani) и можжевельник косточковый (Juniperus drupacea). В нижнем поясе кое-где растут единично вечнозелёные дубы и фисташка палестинская (Pistacia palaesina), а иногда встречаются и пустынно-степные группировки подушковидного чероноголовника колючего (Poterium spinosum).
Культурные растения Ливана немногочисленны. Это главным образом пшеница и ячмень, только на побережье Средиземного моря разводятся цитрусовые и другие плодовые породы, виноград, инжир (Ficus carica) и маслины.

## История

### Древний Ливан
Появление первых поселений на территории современного Ливана относится к 6-му тысячелетию до н. э. В окрестностях Библа археологи обнаружили остатки доисторических хижин и примитивных орудий. Некоторые предметы быта указывают на существование здесь стоянок рыболовецких племён времён эпохи неолита ещё в 8-м—7-м тысячелетиях до н. э.
Ливан стал родиной Финикии, развитого морского торгового государства, растянувшегося вдоль берега Средиземного моря. Финикийцы дали миру первый алфавит. Расцвет Финикии пришёлся на 1200—800 годы до н. э. В VI веке до н. э. Финикия попала под владычество персов во главе с Киром Великим. В 332 году до н. э. Александр Македонский совершил поход на Финикию, уничтожив её крупнейший город — Тир. С распадом империи Македонского Ливан вошёл в состав Царства Селевкидов, а в конце I века до н. э. — Римской империи.

### Средневековый Ливан

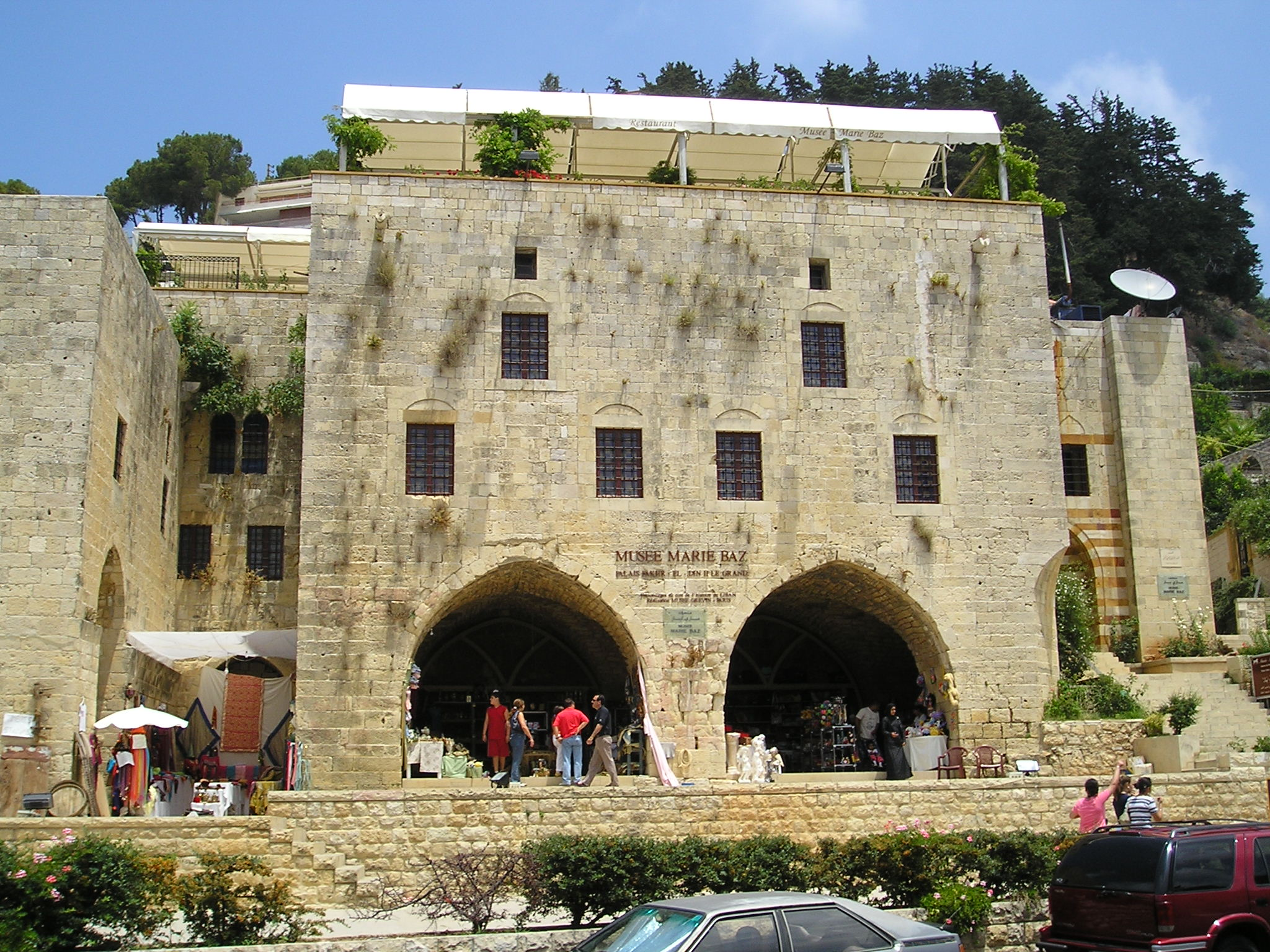
Дворец XVII века

В период арабских завоеваний и становления Халифата в Ливан проникает ислам. В XII веке Ливан стал частью Иерусалимского королевства крестоносцев. В 1261 году крестоносцы были изгнаны из Ливана тюрками-мамлюками, и Ливан находился в составе мамлюкского Египта до 1516 года. В 1517 году султан Селим I присоединил эту территорию к Османской империи. Эмиры династии Шехаб правили Ливаном с 1697 до 1842 года.

### Французский мандат
Территория Ливана (в составе Большой Сирии) входила в Османскую империю более 400 лет. После поражения Турции в Первой мировой войне и распада Османской империи, территория Большой Сирии была оккупирована в 1918 году британскими войсками под командованием генерала Аленби. В 1918 г., по более раннему соглашению Сайкса-Пико между странами Антанты от 1916 года, территория Сирии была передана Франции и управление ею было легализовано в виде Французского мандата от Лиги Наций. В 1926 году территория Ливана была отделена от Сирии, и Ливан стал отдельной территориальной единицей, управляемой, однако, той же администрацией Французского мандата Сирии.

### Независимый Ливан
В 1940 году Франция была оккупирована Германией. Уже в ноябре во французском мандате в Ливане прошли первые нелегитимные выборы и сформировано правительство.
В 1943 году Ливан уже официально приобрёл независимость. «Национальный пакт» установил правило, по которому президентом страны должен быть христианин-маронит, а премьер-министром — мусульманин-суннит (спикером же парламента — мусульманин-шиит).
В 1948 году Ливан принял участие в первой арабо-израильской войне. После поражения Арабской освободительной армии Ливан подписал с Израилем соглашение о прекращении огня. 100 тысяч арабских беженцев перебрались из Палестины в Ливан.
С 1956 года в Ливане начали усиливаться противоречия между христианами и мусульманами, вылившиеся в мае 1958 года в гражданскую войну. Чтобы удержать власть в стране, президент Камиль Шамун обратился за военной помощью к США. Американские войска находились в стране с июля по октябрь до полной нормализации обстановки.

### Гражданская война

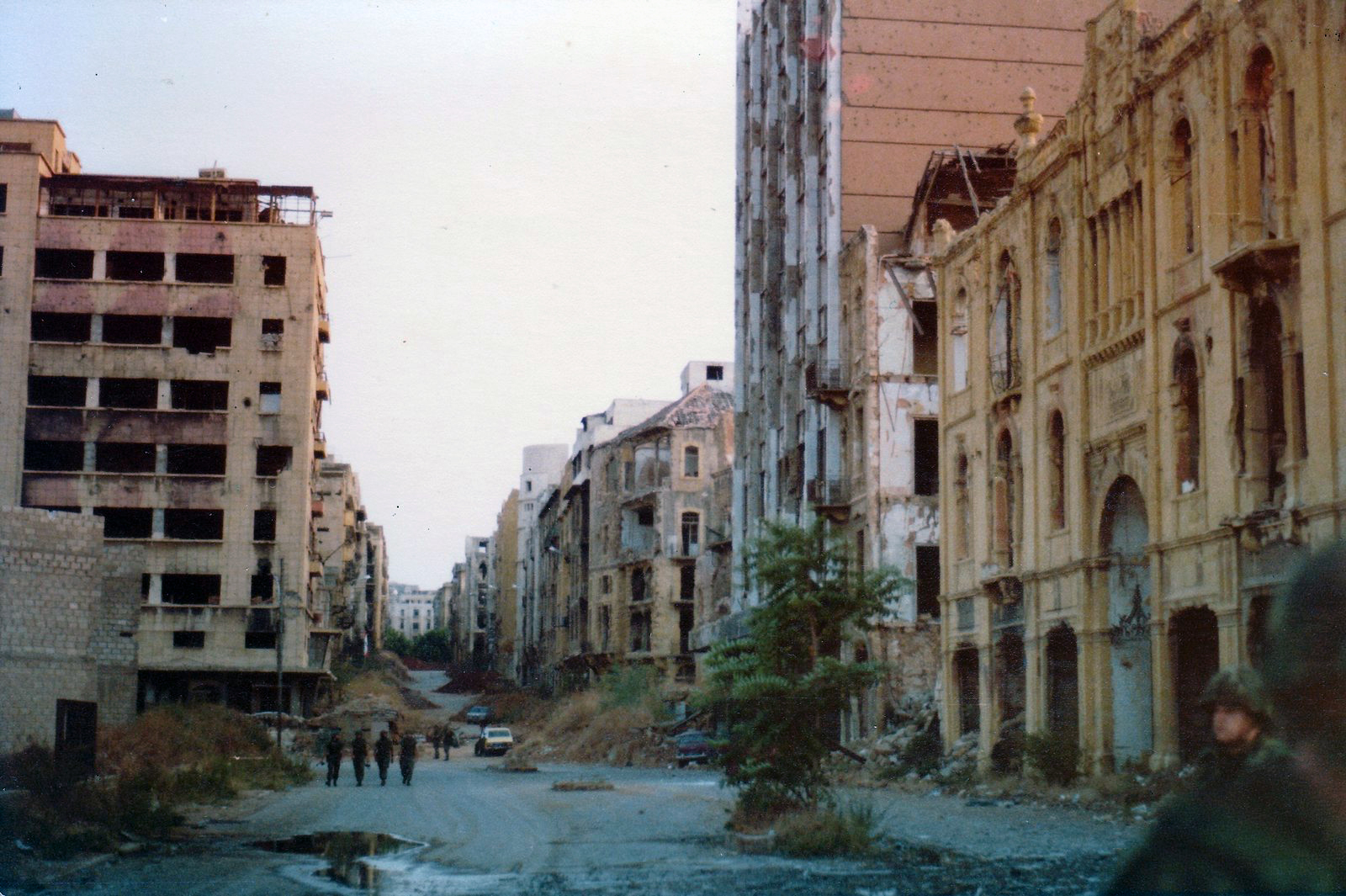
Бейрут в военное время

В 1975 году в Ливане разразилась вторая гражданская война между правохристианскими силами и лево-мусульманскими милициями, которых поддержали находившиеся в Ливане палестинские боевики. Война продолжалась 15 лет, разрушив некогда процветающую экономику страны, и унесла жизни более 150 тысяч жителей. Кровопролитие прекратилось в 1990 году подписанием Таифских соглашений.
В 1976 году по просьбе тогдашнего правительства в Ливан вошли сирийские войска. Сирийское присутствие продолжалось до 2005 года, несмотря на официальные требования президентов Ливана о выводе сирийских войск, начиная с 1983 года.
Дважды войска армии обороны Израиля (ЦАХАЛ) были введены на территорию Ливана. Первый раз в марте 1978 года — после захвата двух автобусов с заложниками, когда погибло 36 и было ранено свыше 70 израильских граждан; второй в июне 1982 года — в ответ на покушение на израильского посла в Лондоне Шломо Аргова были проведены массированные бомбардировки по позициям Организации освобождения Палестины в Ливане. Тогда ООП подвергло массированному обстрелу территорию Израиля, а силы ЦАХАЛа вошли на территорию южного Ливана. Силы ЦАХАЛа оставались в южном Ливане вплоть до 2000 года. После вывода войск между Израилем и Ливаном была проведена чёткая граница — так называемая «голубая линия», однако фермы Шебаа к северу от Голанских высот так и остались спорной территорией.

### Последующий период
В послевоенный период экономика Ливана бурно росла.
Недолгий период относительного спокойствия был прерван правительственным кризисом, спровоцированным убийством экс-премьера страны Рафика Харири, последовавшим выводом из страны сирийских войск и израильско-ливанским конфликтом в 2006 году.
В 2007 году ситуация в Ливане осложнилась кризисом вокруг лагеря Нахр аль-Барид.
В 2011 году в Ливане возник конфликт между крупнейшими парламентскими фракциями. А в 2015 году по стране прокатилась волна протестов из-за бездействия правительства и политического кризиса, в ходе которого парламент до 2016 года не мог избрать президента.
9 марта 2020 года Ливан объявил первый в истории страны дефолт по облигациям на сумму 1,2 млрд долларов США. Общий внешний долг достиг 90 млрд долларов (более 150 % от ВВП).
10 августа 2020 года правительство Ливана официально ушло в отставку в полном составе.

## Государственное устройство

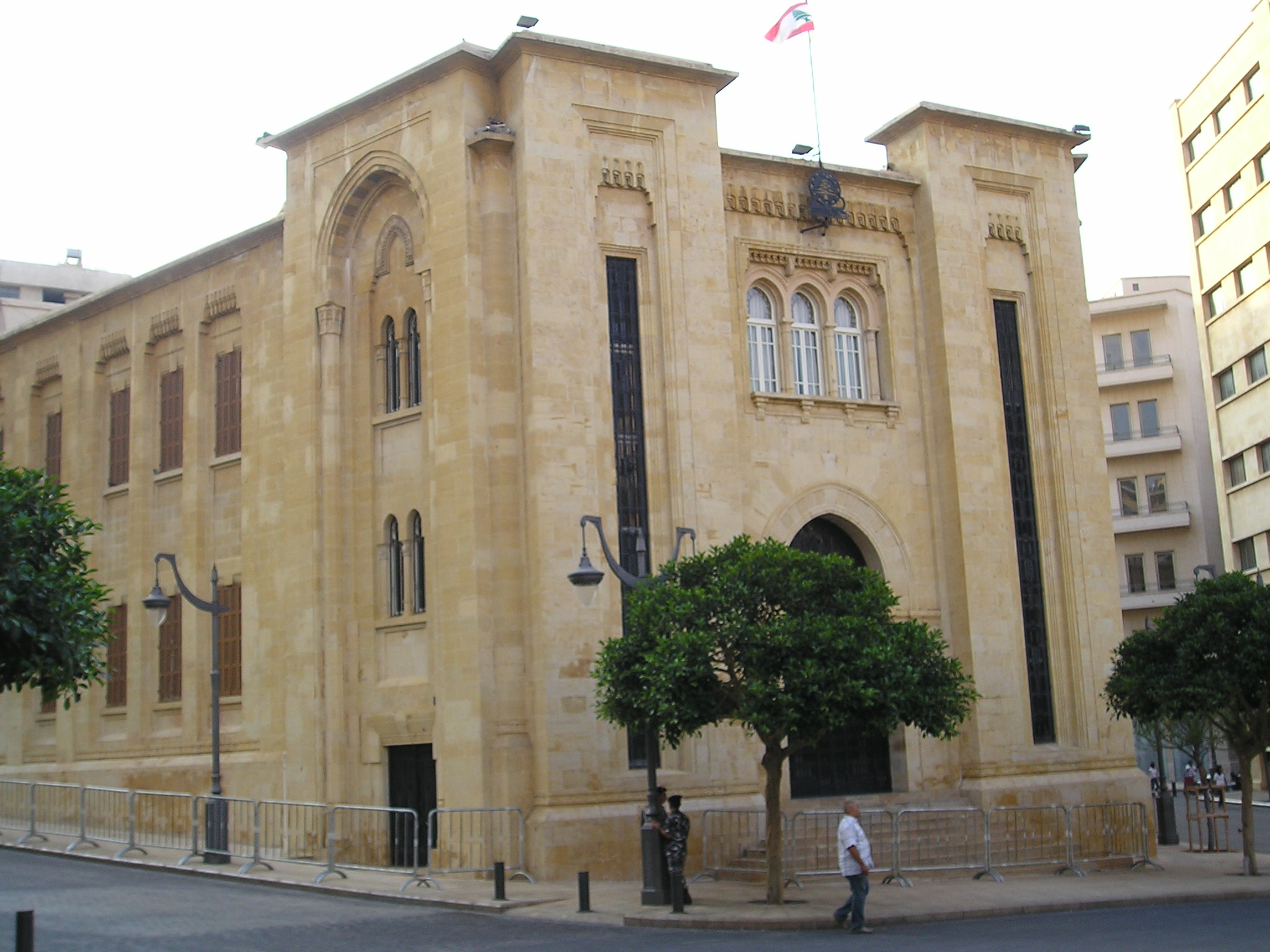
Здание Палаты представителей в Бейруте

Существующая более полувека «ливанская модель» (конфессионализм) государственного устройства была создана в 1943 году в процессе обретения Ливаном независимости от Франции. Для того, чтобы обеспечить более или менее равный доступ к верховной власти для всех религиозных конфессий, был разработан следующий порядок: президентом страны должен быть христианин-маронит, премьер-министром — мусульманин-суннит, спикером парламента — мусульманин-шиит, а в правительстве должны быть поровну представлены христиане и мусульмане. Согласно конституции, Ливан является парламентской республикой.
Законодательная власть представлена Палатой представителей (араб. مجلس النواب‎) — парламентом Ливана, который состоит из 128 депутатов, избираемых прямым голосованием на четырёхлетний срок. В Палате заседают 64 мусульманина (27 суннитов, 27 шиитов, 8 друзов и 2 алавита) и 64 христианина (32 маронита, 20 армян ААЦ, 2 армяно-католика, 7 православных, 1 греко-католик (мелькит), 1 протестант, а также ещё 1 по усмотрению). Парламент избирает президента, утверждает состав правительства, утверждает законы и бюджет республики.
Президент (маронит) избирается Палатой представителей на 6-летний срок, причём одно лицо не может дважды занимать этот пост. Дважды в истории это правило нарушалось: в 1995 году на 3 года был продлён срок пребывания у власти Ильяса Храуи, а также в 2004 году президентские полномочия до 23 ноября 2007 года были продлены для Эмиля Лахуда. Президент по представлению парламента назначает премьер-министра (суннита) и его первого заместителя. После консультаций с президентом и парламентом премьер-министр формирует кабинет министров также по принципу религиозного квотирования.
В соответствии с конфессиональным делением в Ливане зарождались и политические партии, которые по большей части имеют религиозный характер. Христианские, суннитские, шиитские, друзские партии борются не друг против друга, а за места в пределах заранее определённых конфессиональных квот. В каждой из конфессий исторически сложилось несколько противостоящих друг другу политических сил. Например, среди ливанских христиан были как яростные противники сирийского военного присутствия в Ливане (например, генерал Мишель Аун или командующий объединённой христианской милицией «Ливанские Силы» Самир Джааджаа), так и лояльные Сирии политики, которым как раз и доставались президентские посты (Рене Муаввад, Элиас Храуи, Эмиль Лахуд).
Бывший премьер-министр Рафик Харири был первым, кто бросил вызов этой системе. Он пришёл к власти, не опираясь на какую-либо из существующих религиозно-политических партий, а благодаря своему колоссальному состоянию. Оно же позволило ему осуществить восстановление разрушенной страны. Сирия поддерживала сохранение прежней системы конфессиональных квот, заявляя, что альтернативой ей может быть лишь новая гражданская война.
Согласно Economist Intelligence Unit страна в 2018 была классифицирована по индексу демократии как гибридный режим.

### Политические силы Ливана
Особенностью ливанской политики является деление всех политических сил на сторонников и противников сирийского влияния в стране. В настоящее время первые объединены в Коалицию 8 марта, имеющую 68 из 128 мест в парламенте, а вторые — в Коалицию 14 марта (60 мест в парламенте). В каждой этноконфессиональный группе Ливана есть партии, выступающие как с просирийских, так и с антисирийских позиций.
Основные партии христианской общины — Свободное патриотическое движение (СПД), Катаиб (Ливанская фаланга), Ливанские силы, Национал-либеральная партия (НЛП), Марада. Просирийские позиции занимают СПД и
«Марада», антисирийские — фалангисты, «Ливанские силы», национал-либералы. За консолидацию христианских политических сил выступает движение Фронт свободы.
Крупнейшая партия мусульман-суннитов — антисирийское Движение за будущее. В шиитской общине доминируют Амаль и проиранская Хезболла.
Особое место занимает друзская Прогрессивно-социалистическая партия (чей лидер Валид Джумблат известен своей беспринципностью). Она постоянно меняет свою позицию в зависимости от того, какая политическая и/или военная сила преобладает в Ливане, стоя на защите интересов общины друзов.
Партийные списки построены по конфессиональному признаку, а внутри партийных списков места распределяются по клановому принципу. В то же время, конфессионально-клановое деление Ливана имеет географическое отражение: приверженцы одного клана, как правило, компактно населяют определённый район и традиционно выдвигают одного и того же представителя.

### Результаты парламентских выборов 2005 по округам
1. Бейрут (19 депутатов). Все 19 мест достались партии «Аль-Мустакбаль». «Свободное патриотическое движение» генерала Мишеля Ауна и армянская партия Дашнакцутюн не получили ни одного места. Ещё до выборов Мишель Аун призвал жителей Бейрута бойкотировать выборы, поскольку их результаты, по его мнению, были предопределены. Не участвовать в выборах призвали и лидеры армянской партии Дашнакцутюн. В результате самая низкая явка избирателей отмечена именно в христианских районах Бейрута.
2. Южный Ливан. Большинство получил альянс «Амаль» — «Хезболла».
3. Горный Ливан и долина Бекаа — большинство получил Мишель Аун.
4. Северный Ливан — все 28 мандатов получил блок Саада Харири.

## Административное деление
Ливан делится на 9 мухафаз или провинций (мухафаза, араб. محافظة‎), которые, в свою очередь, делятся на 25 районов (када, араб. قضاء‎). Районы делятся на округа.
1. Бейрут
2. Горный Ливан
3. Кесруан-Джубейль
4. Северный Ливан
5. Бекаа
6. Набатия
7. Аккар
8. Баальбек—Хермель
9. Южный Ливан

## Население

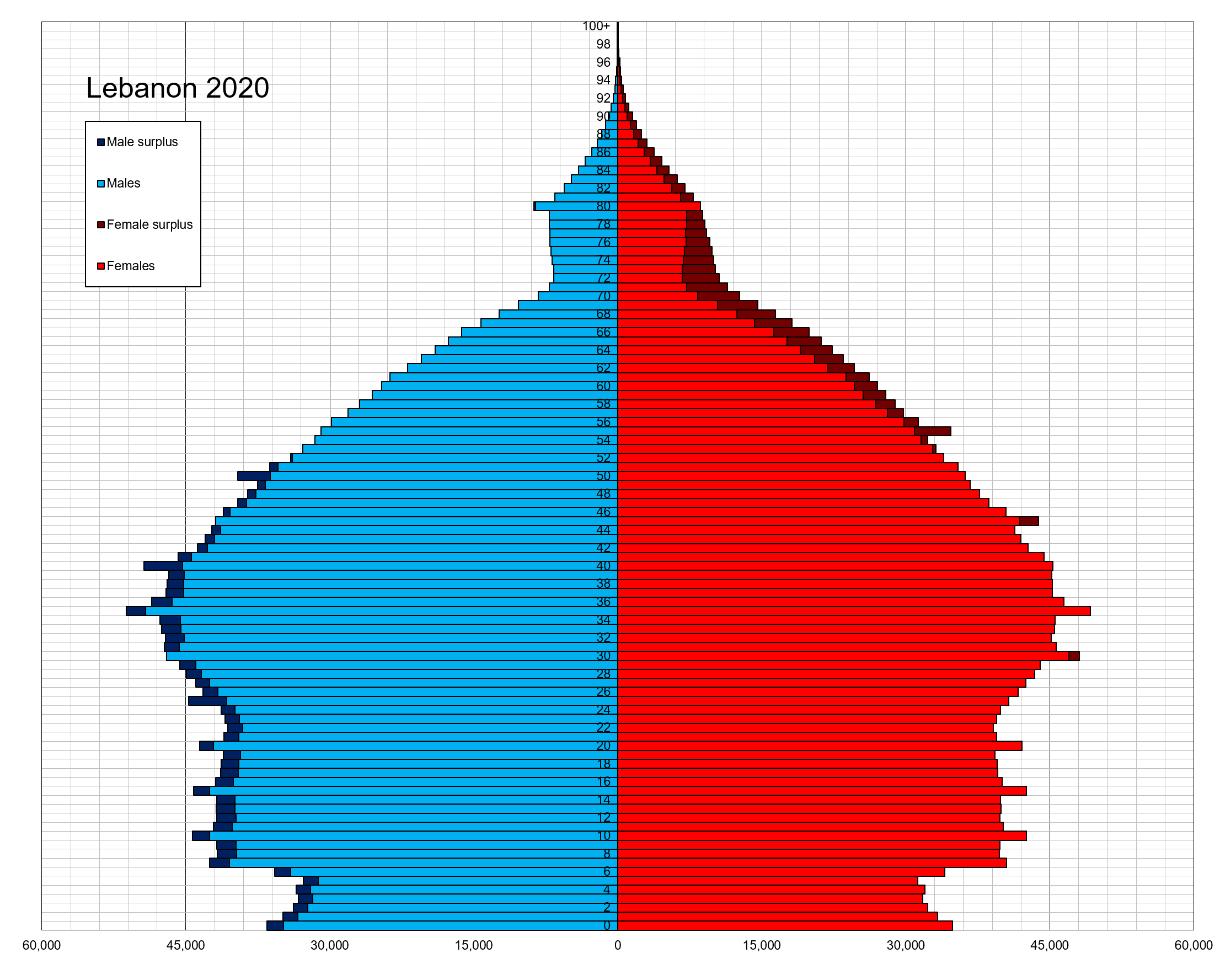
Возрастно-половая пирамида населения Ливана на 2020 год

Основную часть населения Ливана составляют ливанцы, при этом они разделены на несколько этноконфессиональных групп, что имеет определяющее значение в жизни страны. В стране также большое количество беженцев из Палестины и их потомков. Государственный язык — ливанский диалект арабского.
Кроме того, в стране годами проживают тысячи иностранных рабочих (из Индии, Бангладеш, Филиппин, Эфиопии и др.), выполняющие в стране различную неквалифицированную работу.

## Культура

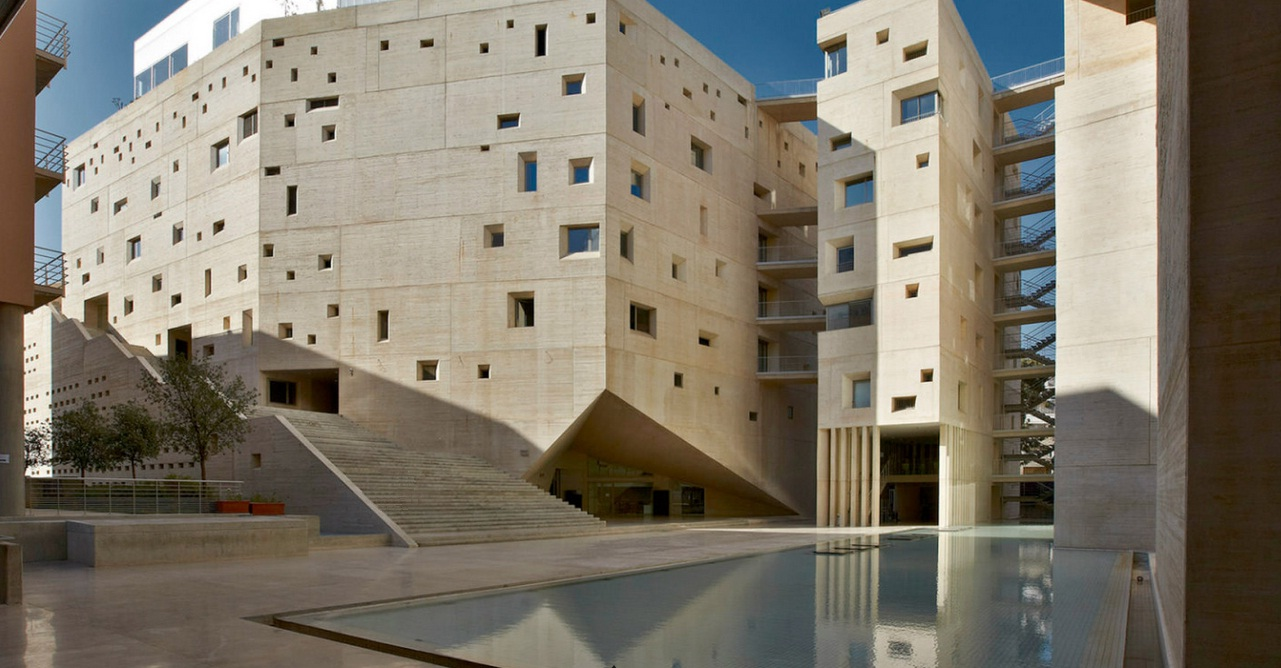
Здание ливанского Университета Иосифа Обручника

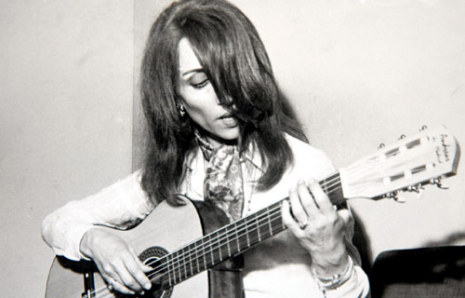
Знаменитая ливанская певица Файруз

В Бейруте 4 университета, государственный симфонический оркестр, проводятся множество музыкальных фестивалей — самые известные Бейтеддинский и Баальбекский, на которых выступали Паваротти, Каррерас и другие мировые знаменитости.

## Религия в Ливане

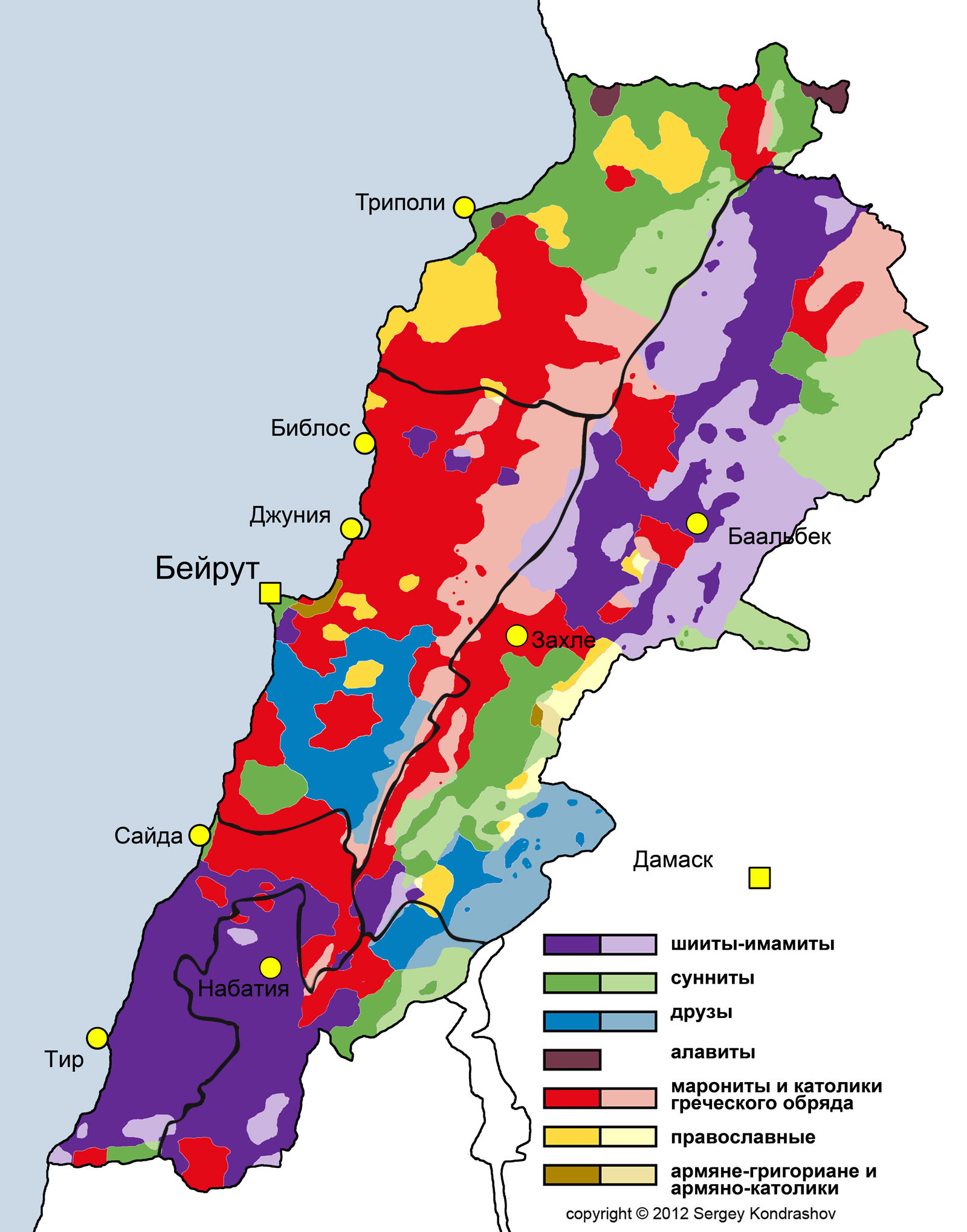
Географическое распределение основных этноконфессиональных групп Ливана

Около 60 % населения Ливана исповедует ислам (сунниты, шииты, алавиты и друзы). Численность христиан разных конфессий в Ливане достигает 40 % (по оценкам экспертов 40,5 %) населения. На территории Ливана существуют, в частности, православные (греко-православные), Армянская апостольская церковь, Сиро-яковитская православная церковь, шесть восточнокатолических церквей — маронитская (западносирийская), халдейско-католическая, мелькитская (грекокатолическая), армянокатолическая, сирокатолическая и коптокатолическая.

## Спорт
Ливан является родиной многих всемирно известных спортсменов. В Ливане родились будущие культуристы Самир Баннут (победитель турнира «Мистер Олимпия») и Мохаммед Баннут, Ахмад Хайдар (абсолютный чемпион мира 1997 года).
Ливан регулярно принимает участие в Азиатских и Олимпийских играх, как в летних, так и в зимних. Четырежды ливанские спортсмены становились призёрами Олимпийских игр: «серебро» завоевали борец Закария Чигаб (Хельсинки-1952) и тяжелоатлет Мохамед Торабулси (Мюнхен-1972), «бронзу» — борцы Халил Таха (Хельсинки-1952) и Хасан Бехара (Москва-1980).
Участие в Азиатских играх принесло спортсменам из Ливана большие успехи — пять раз они поднимались на высшую ступень пьедестала почёта. Одна из золотых медалей была завоёвана на Зимних Азиатских играх. Этого успеха добился горнолыжник Ники Фюрстбауэр на Зимней Азиаде-2003.

## Внешняя политика
Внешняя политика Ливана до 2005 года была тесно связана с политикой Сирии в связи с наличием сирийских войск в стране и поддержкой сирийского вмешательства в ливанскую политику со стороны Хезболлы.
С 1948 года Ливан находятся в состоянии войны с Израилем. Поскольку граница Ливана и Израиля фактически контролируется «Хезболлой», там регулярно происходят вооруженные инциденты. Север Израиля систематически подвергается обстрелам. В свою очередь Израиль наносит авиаудары по объектам «Хезболлы».
После падения режима Асада в Сирии и прихода к власти протурецкой суннитской группировки Хайят Тахрир аш-Шам на ливано-сирийской границе с 17 марта 2025 года на сирийско-ливанской границе начались бои между войсками нового правительства Сирии и боевиками «Хезболлы»

## Вооружённые силы
Во время гражданской войны государственные вооружённые силы фактически распались, а все противоборствующие группировки имели свои вооружённые формирования. Впоследствии правительственные силы были восстановлены, и в 1990-х годах смогли взять под контроль всю территорию страны; большинство ополчений были разоружены. По соглашению в воссозданную армию вошли 20 тысяч ополченцев, в частности 8 тыс. бойцов Ливанских сил, 6 тыс. бойцов «Амаль», 3 тыс. членов друзских ополчений, 2 тыс. членов «Хезболлы» и тысяча членов христианских отрядов «Марада».
В 1996 году Вооружённые силы составляли 48,9 тыс. человек (Сухопутные войска — 97,1 %, Военно-морской флот — 1,2 %, ВВС — 1,7 %).
До 2000 года на юге страны существовала союзная Израилю «Армия Южного Ливана», прекратившая своё существование после вывода израильских войск из страны. Вооружённые формирования на юге страны остались у «Хезболлы», которая на 2025 год фактически контролирует юг Ливана.
В Ливане постоянно находятся 5600 солдат ЮНИФИЛ, отвечающие за поддержание мира в стране. Часть сирийского военного контингента, составлявшего в конце 90-х 35,5 тыс. человек, была выведена в 2001 году.